# 韋弗 (明尼蘇達州)
韋弗（英語：Weaver）是位於美國明尼蘇達州瓦巴沙縣明尼伊斯卡鎮區的一個非建制地區。

## 歷史
韋弗的郵局於1871年成立，其後於1971年停運。此地得名自早期定居者威廉‧韋弗（William Weaver）。

## 地理
韋弗所處的海拔為高於海平面210米（即689英呎），而該地所採用的時區為UTC-6，即北美中部時區（CST）。同時該地設有夏令時間，為UTC-6調快一小時，即UTC-5（CDT）。